# コードギアス はんぎゃく日記
コードギアス はんぎゃく日記（コードギアス はんぎゃくにっき）は、『コードギアス 反逆のルルーシュ』に関連したインターネットラジオ番組。2006年10月6日より2008年12月26日までBEAT☆Net Radio!にて配信されていた。
2014年2月7日より「コードギアス 反逆のルルーシュ」コードギアス 反逆のルルーシュR2」のBlu-ray BOX化を記念して「帰ってきた！コードギアスはんぎゃく日記」として全4回が配信された。

## 概要

### コードギアス はんぎゃく日記
- 配信期間：2006年10月6日 - 2008年12月26日
- 配信日：毎週金曜日
- パーソナリティ：大原さやか（ミレイ・アッシュフォード役）、新井里美（篠崎咲世子役）

### 帰ってきた！コードギアス はんぎゃく日記
- 配信期間：2014年2月7日 - 2月28日
- 配信日：毎週金曜日

## コーナー
出てこい!王子様♪
世界各国に潜伏している王子様にお便りを頂いて、“王子様”の名に値するかを判定する。判定は大原が「本物」「偽物」「曲者」「瀬戸物」などとリアクションをする。女性の場合は王女様となる。
日本の面影
ブリタニア帝国が「イレヴン」と蔑むニッポンの美しい文化や伝統を紹介する。リスナーがニッポンの素晴らしさを知らないという設定で送る疑問に答える（と言っているが判定で答えることはない）。判定は新井が「天晴れ」「無礼者」「芸者を呼べ」などとリアクションをする。
言葉を思いつかない新井のために「お助けメール」が送られ、よく使用していた（稀に大原も使う）。
仲良しコーナー
パーソナリティの2人が互いの良いところを褒めあうコーナー
「しりとり」、「マラカスジェスチャー」など毎回ゲームが行われ、二人の仲良しぶりを推し量る。第4回からはじまった「むちゃぶりスゴロク」は、出張版にも収録されている。
ミレイ・アッシュフォードの『ガッツでGO!!』
何かに打ちのめされてしまい落ち込んでしまったリスナーを大原さやかがガッツを注入する。
コーナーのBGMであるミレイのキャラクターソング『Dear My Friend』が終わると同時に強制終了してしまう時間制限付きのコーナー（時間にして3分50秒）。
篠崎咲世子の『私は見た!イケナイ目撃ファイル!!』
リスナーが目撃した見てはイケナイことを募集し新井里美が世界中に注意を呼びかける。

## 逸話
- アニメ本編で新井演ずる篠崎咲世子の登場頻度の少なさをネタにすることが多い。
- 毎回、番組・商品宣伝に絡んだラジオドラマが演じられるが、その際は篠崎咲世子は腹黒キャラ、ミレイ・アッシュフォードは天然ボケキャラと本編の性格から大きく逸脱したギャグキャラクターとして登場する。
- 第1回で新井が大原に「葱味噌おにぎり」を作って持ってくると約束し、第51回でようやく約束を果たされた。
- 第52回は1周年記念として映像配信された。
- 新井里美はWikipediaの記事上において、「結婚している」「子供がいる」といった事実と異なる記述がされており驚いたことがあると明かした。
- 「調教師さやか」という迷惑メールが送られてきたというネタのメールがあり、その文面をSキャラになって大原が読んだことが、反響を呼んだ。
- 同じコードギアスのラジオであるコードギアス 反逆の山々をライバル意識しており、「反逆の谷々にしてやる」と新井が発言していた。向こうが地上波進出したことやゲストがいることを気にしたり、放送終了を知ったときは喜んだりしていた。大原がゲスト出演したときは、新井が潜入取材をした。
- R2の出張版にて2008年中に恋人を見つけると言っていたマチュピチュ湯川[2]ことプロデューサーの湯川淳に実際に彼女ができたというサプライズ発言で最終回（第116回）の幕を閉じた。
- 帰ってきた！コードギアスはんぎゃく日記 第1回にて、コードギアスはんぎゃく日記が最終回を迎えしばらくした後、大原がコードギアスの商品のプロモーションでナレーションを収録する際にコードギアス 反逆のルルーシュ監督の谷口悟朗に雑談の中ではんぎゃく日記の復活などを提案（営業）をし、谷口がコードギアスの企画会議で議題の1つにし、その結果はんぎゃく日記が復活したという裏話を明かした。

## ゲスト
- 第115回：成田剣（ジェレミア・ゴッドバルト役）
- 出張版：福山潤（ルルーシュ・ランペルージ役）[3]
- On DVD マガジン「むちゃぶりすごろく　純米大吟醸」動画版：福山潤（ルルーシュ・ランペルージ役）&杉山紀彰[4]